# Antoine Udalrique van Arberg

Familiewapen
van Arberg

Antoine Udalrique van Arberg, graaf van Arberg, Vorsen (Frans: Fresin) en Valangin en van het Heilige Roomse Rijk, heer van Ahin, Saint Leonard Beaufort (? - Helmond, 27 februari 1693) was de zoon van rijksgraaf Nicolaas van Arberg en van Olymphe Thérèse Margerite Hypolite de Gaver.
Deze rijke Zuid-Nederlandse edelman trouwde op het kasteel van Helmond op 31 januari 1683 met Cecile Isabelle Gonzaga, die weduwe was van Emond van Cortenbach en, naast haar driejarig dochtertje Isabelle Félicité van Cortenbach, de heerlijkheid Helmond inbracht, inclusief een schuldenlast vanwege het uitbundige leven van haar voormalige echtgenoot. 
Door het huwelijk werd Arberg heer van Helmond, doch deze titel bleef aan de Gonzaga's. Antoine verzocht daartoe om met de ledige hant verlijt ende beleent te worden mettet huys, sloth ende heerlijkheyt, zoals die zijne gemalin in tocht is aangekomen bij den dood van haar eersten man, zoals zij deze op 28 April 1682 heeft verheven. Hij loste de schulden af en liet herstelwerkzaamheden aan het Kasteel Helmond uitvoeren. Ook liet hij een nieuwe poort bouwen die echter in 1959 werd afgebroken.
Toen Cecile in 1688 stierf verloor Antoine Udalrique zijn rechten op de heerlijkheid en dreigde het bezit niet meer in de familie van Arberg te blijven. Dit werd opgelost doordat een broer van Antoine, Albert-Joseph van Arberg, in allerijl trouwde met Isabelle Félicité van Cortenbach, die toen nog maar 10 jaar oud was.